# Branceilles
Branceilles é uma comuna francesa na região administrativa da Nova Aquitânia, no departamento de Corrèze. Estende-se por uma área de 11,59 km². Em 2010 a comuna tinha 284 habitantes (densidade: 24,5 hab./km²).